# Хейз, Мартин
Мартин Хейз (англ. Martin Haese; род. 22 октября 1965, Аделаида) — государственный и политический деятель Австралии. С 2014 по 2018 год был лорд-мэром Аделаиды в Южной Австралии.

## Биография
По образованию педагог. В 1993 году основал сеть модной одежды «Youthworks» и превратил её в национальную сеть магазинов одежды, обуви и товаров повседневного спроса; продал компанию в 2005 году.
Являлся соучредителем «Entrepreneurs’ Organization» в Южной Австралии, а затем с 2010 по 2013 год стал генеральным менеджером «Rundle Mall Management Authority», дочерней организации города Аделаиды. В должности генерального директора успешно запустил торговлю в дни государственных праздников и обосновал необходимость модернизации общедоступной области на сумму 30 миллионов австралийских долларов.
С 2010 по 2014 год был организатором автомобильного соревнования «Bay to Birdwood». Работал в различных советах, включая «Adelaide Convention Bureau», Южно-Австралийском молодежном совете искусств и имеет степень магистра делового администрирования Австралийского института бизнеса. В течение нескольких лет был приглашенным лектором в Университете Вуллонгонга и Австралийском институте бизнеса. В 2015 году являлся национальным председателем Совета лорд-мэров столицы.
В ноябре 2014 года был избран лорд-мэром Аделаиды, победив действующего Стивена Ярвуда, получив 218 голосов. В должности лорда-мэра руководил партнерством с «TPG Telecom» по развертыванию сверхбыстрой оптоволоконной сети передачи данных 10 Гбит в городе Аделаида и ряда инвестиционных партнерств с правительством штата Южная Австралия в усовершенствованные переулки, трамвайные пути и велодорожки.
В декабре 2015 года был спикером на Парижской конференции «COP21». Под его руководством Аделаида стала музыкальным городом ЮНЕСКО. В сентябре 2018 года объявил, что не будет участвовать в следующих выборах. В 2019 году был назначен генеральным директором «Business SA».

## Персональная жизнь
Женат на уроженке Сингапура, имеющей бизнес в области маркетинга и коммуникаций.

## Примечание
1. ↑  Hough, Andrew. Martin Haese is new Adelaide City Council Lord Mayor (10 ноября 2014). Дата обращения: 20 декабря 2014. Архивировано 3 мая 2015 года.
2. ↑  Martin Haese, Lord Mayor. Corporation of the City of Adelaide. Дата обращения: 20 декабря 2014. Архивировано 2 ноября 2016 года.
3. ↑  Changes to trading hours – a boon for Adelaide’s vibrancy. Corporation of the City of Adelaide (8 ноября 2011). Дата обращения: 2 июля 2017. Архивировано из оригинала 11 ноября 2018 года.
4. ↑  New Faces for New Phase at Rundle Mall (12 октября 2012). Дата обращения: 2 июля 2017. Архивировано 11 ноября 2018 года.
5. ↑  Bay to Birdwood appoints Mal Hyde as New Chair (март 2015). Дата обращения: 1 июля 2017. Архивировано 19 февраля 2017 года.
6. ↑  Martin Haese Australian Institute of Business Graduate (25 февраля 2015). Дата обращения: 15 сентября 2020. Архивировано 1 июля 2018 года.
7. ↑  Educator (брит. англ.). Martin Haese. Дата обращения: 19 июля 2019. Архивировано 17 июля 2019 года.
8. ↑  City of Adelaide Lord Mayor, Martin Haese is the new CCCLM Chair for 2015 (22 января 2015). Дата обращения: 2 июля 2017. Архивировано 1 июля 2018 года.
9. ↑  Businessman Martin Haese elected as Lord Mayor of Adelaide, ousting Stephen Yarwood. ABC (10 ноября 2014). Дата обращения: 10 ноября 2018. Архивировано 20 июня 2021 года.
10. ↑  Holderhead, Sheradyn. $15m plan to connect Adelaide Riverbank to Central Market via network of revamped laneways (17 июня 2016). Дата обращения: 2 июля 2017. Архивировано 12 мая 2018 года.
11. ↑  Siebert, Bension. City tram plan: $20m for Festival Plaza extension, new trams (15 декабря 2016). Дата обращения: 2 июля 2017. Архивировано 18 февраля 2020 года.
12. ↑  Siebert, Bension. $12m deal to make Adelaide "the cycling capital of Australia" (27 июля 2016). Дата обращения: 2 июля 2017. Архивировано 19 января 2021 года.
13. ↑  Adelaide plans to be world's first carbon-neutral city. Дата обращения: 2 июля 2017. Архивировано 17 февраля 2020 года.
14. ↑  On song – Adelaide named a UNESCO City of Music. Дата обращения: 2 июля 2017. Архивировано 21 января 2016 года.
15. ↑  Lord Mayor Opens Up About the Personal Reasons Why he Won't Run Again. 5AA (17 сентября 2018). Дата обращения: 10 ноября 2018. Архивировано 17 февраля 2020 года.
16. ↑  Welcome to our new CEO – Martin Haese. Business SA (24 мая 2019). Дата обращения: 18 августа 2019. Архивировано 17 февраля 2020 года.
17. ↑  Genevieve (брит. англ.). Martin Haese. Дата обращения: 19 июля 2019. Архивировано 17 июля 2019 года.